# Noragugume
Noragugume là một đô thị ở tỉnh Nuoro ở vùng Sardinia của Italia, tọa lạc cách khoảng 110 km về phía bắc của Cagliari và cách khoảng 35 km về tây của Nuoro. Tại thời điểm ngày 31 tháng 12 năm 2004, đô thị này có dân số 363 người và diện tích là 26,8 km².
Noragugume giáp các đô thị: Bolotana, Dualchi, Ottana, Sedilo, Silanus.